# III. Radu havasalföldi fejedelem
III. Radu, más néven Szép Radu (románul: Radu cel Frumos), (1437. augusztus 2. előtt – 1475 januárja) Havasalföld fejedelme 1462 – 1473, 1473 – 1474, 1474, és 1475-ben.
II. Vlad (Dracul) fia, III. (Karóbahúzó) Vlad öccse, Havasalföld fejedelme volt.
1444-ben Radu apja és bátyja társaságában Drinápolyba utazott, hogy meglátogassák II. Murád szultánt, de mindhármukat túszul ejtették. III. Vladot 1448-ban szabadon bocsátották, és ő volt a törökök jelöltje a trónra, Radu azonban a törököknél maradt és áttért az iszlám hitre. Egyes feltételezések szerint a szultán trónörökösének, a későbbi II. Mehmednek a szeretője lett.
1462-ben III. Vlad Erdélybe menekült, és a törökök Radut tették meg Havasalföld fejedelmévé. Radu 1462-től 1473-ig uralkodott, amikor III. Basarab Laiotă elvette tőle a trónt. Radu többszor visszavette az uralmat; 1474-ben Radu háromszor, Basarab kétszer volt fejedelem. A következő évben Radu szifiliszben meghalt, és Basarab lett az utódja.
III. (Nagy) István moldvai fejedelem 1471-ben és 1473-ban csatában legyőzte, majd elfoglalta Bukarestet és túszul ejtette Radu lányát, Maria Voichițát, aki később a felesége lett.